# Jean Scheyfve
Jean Scheyfve (* 1515; † 13. Juli 1581 in Antwerpen) war von 1550 bis 1553 Botschafter von Karl V. bei Eduard VI. in England.

## Leben
Seine Eltern waren Jeanne van Berchem und Jean Scherfve. Er heiratete Genoveva von Hoogelande.
Ihre Kinder waren Marguerite, Marie, Maximilien und Edward Scheyfve. Er erhielt an der Universität Löwen 1530 einen Doktorhut der Rechtswissenschaft. 1545 war Jean Scheyfve Bürgermeister von Antwerpen. Er war Herr von Sint-Agatha-Rode, Neten und Ottenburg. Er war Mitglied im Geheimen Rat, von 1557 bis 1579 Kanzler des Herzogtum Brabant.
Karl V. entsandte ihn im Mai 1550 als Ambassador to the Court of St James’s zu Eduard VI. nach England. Als solcher berichtete er über die Krankheit und den Tod von Eduard VI., dass dieser Fieber hatte und Schwierigkeiten beim Atmen. Seine Diagnose war, dass der Druck auf die Organe auf der rechten Seite ein Gotteszeichen sei.